# آلفين أشلي
آلفين أشلي (بالإنجليزية: Alvin Ashley)‏ هو لاعب كرة قدم أمريكية أمريكي، ولد في 14 أكتوبر 1969 في فورت مايرز في الولايات المتحدة.

## وصلات خارجية
- آلفين أشلي على موقع JustSportsStats.com (الإنجليزية)